# Bathythrix vierecki
Bathythrix vierecki är en stekelart som beskrevs av Henry Keith Townes, Jr. 1983. Bathythrix vierecki ingår i släktet Bathythrix och familjen brokparasitsteklar. Inga underarter finns listade.